# Aeonium glandulosum
Espèce
Aeonium glandulosum est une plante de la famille des Crassulacées, endémique à Madère

## Synonymes
- Sempervivum glandulosum Aiton
- Sempervivum patina Lowe
- Sempervivum meyerheimii (Bolle) Murray
- Aeonium meyerheimii Bolle

## Répartition
Endémique à Madère.

## Description
- Feuilles en rosettes bien circulaire, aux feuilles épaisses cunéiformes, plus ou moins marginées de rose.
- Fleurs jaunes en épis dense.

## Galerie

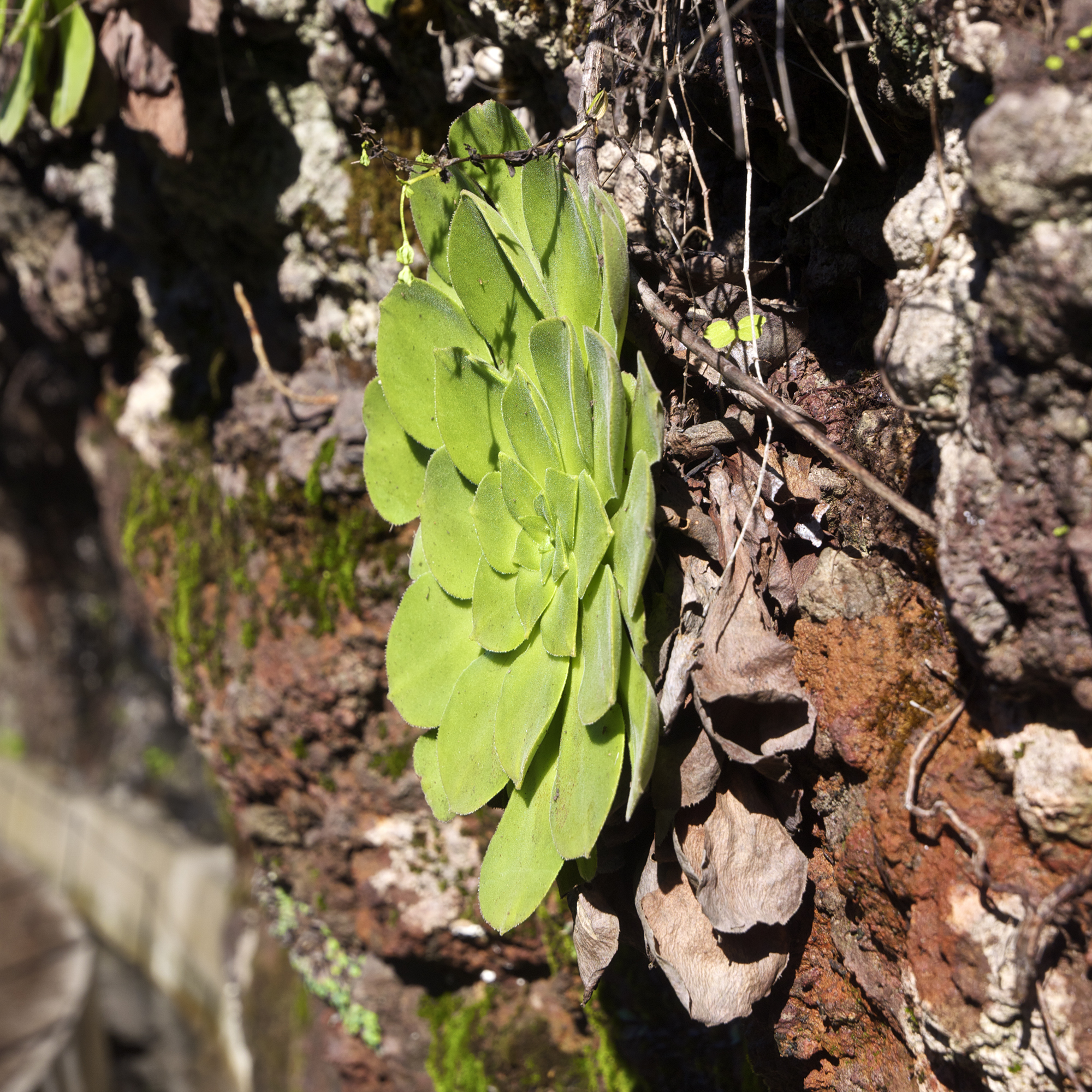
Rosette en vue latérale.
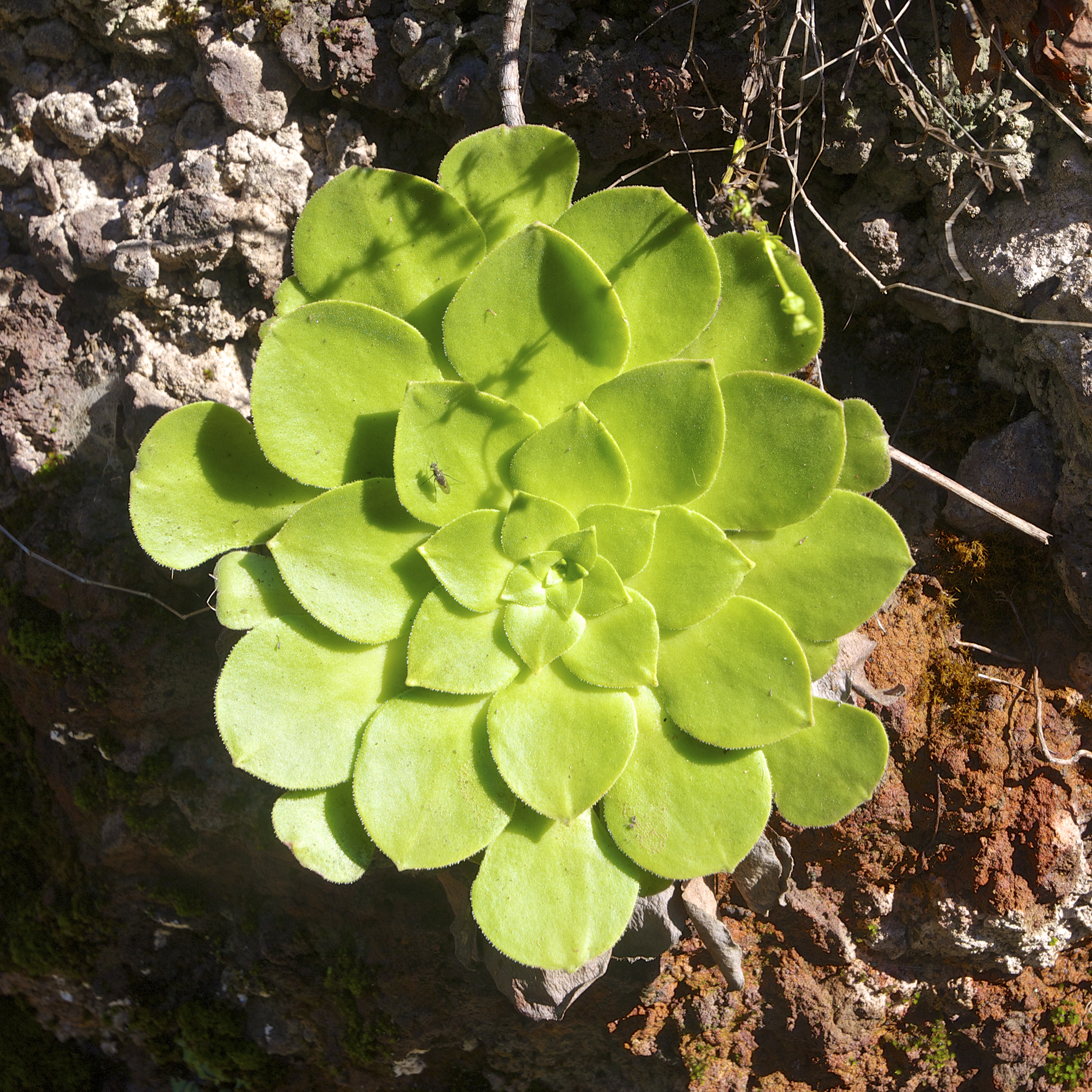
Rosette de feuilles.
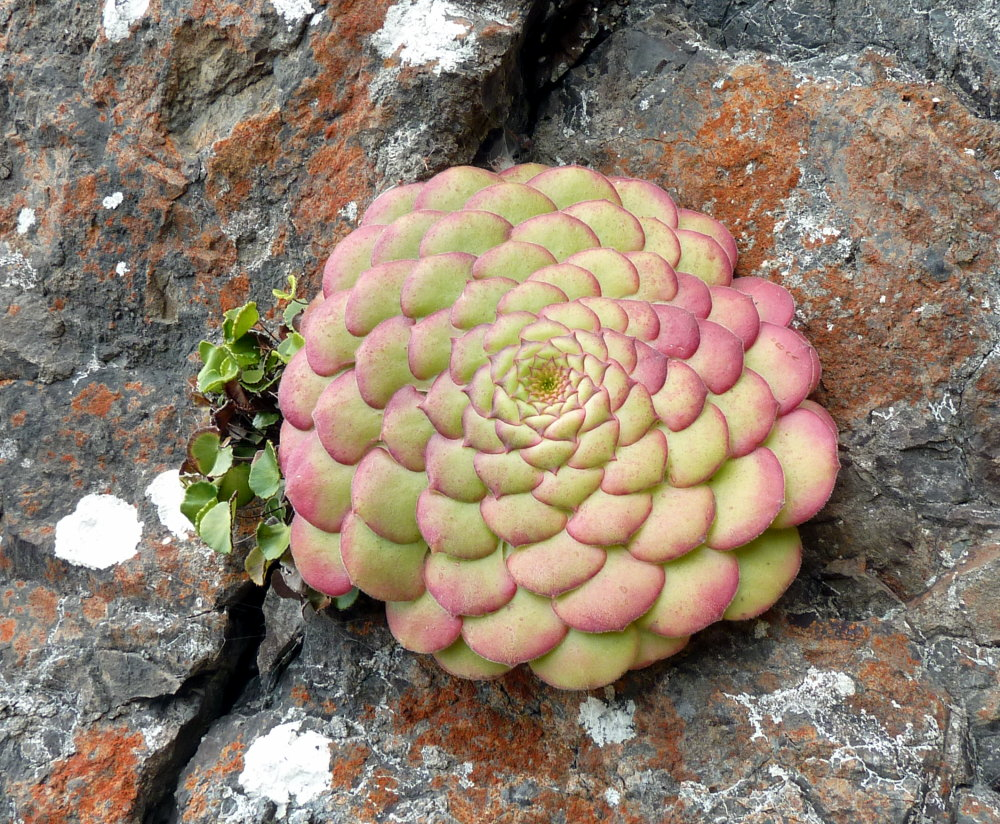
Rosette de feuilles densément serrées.
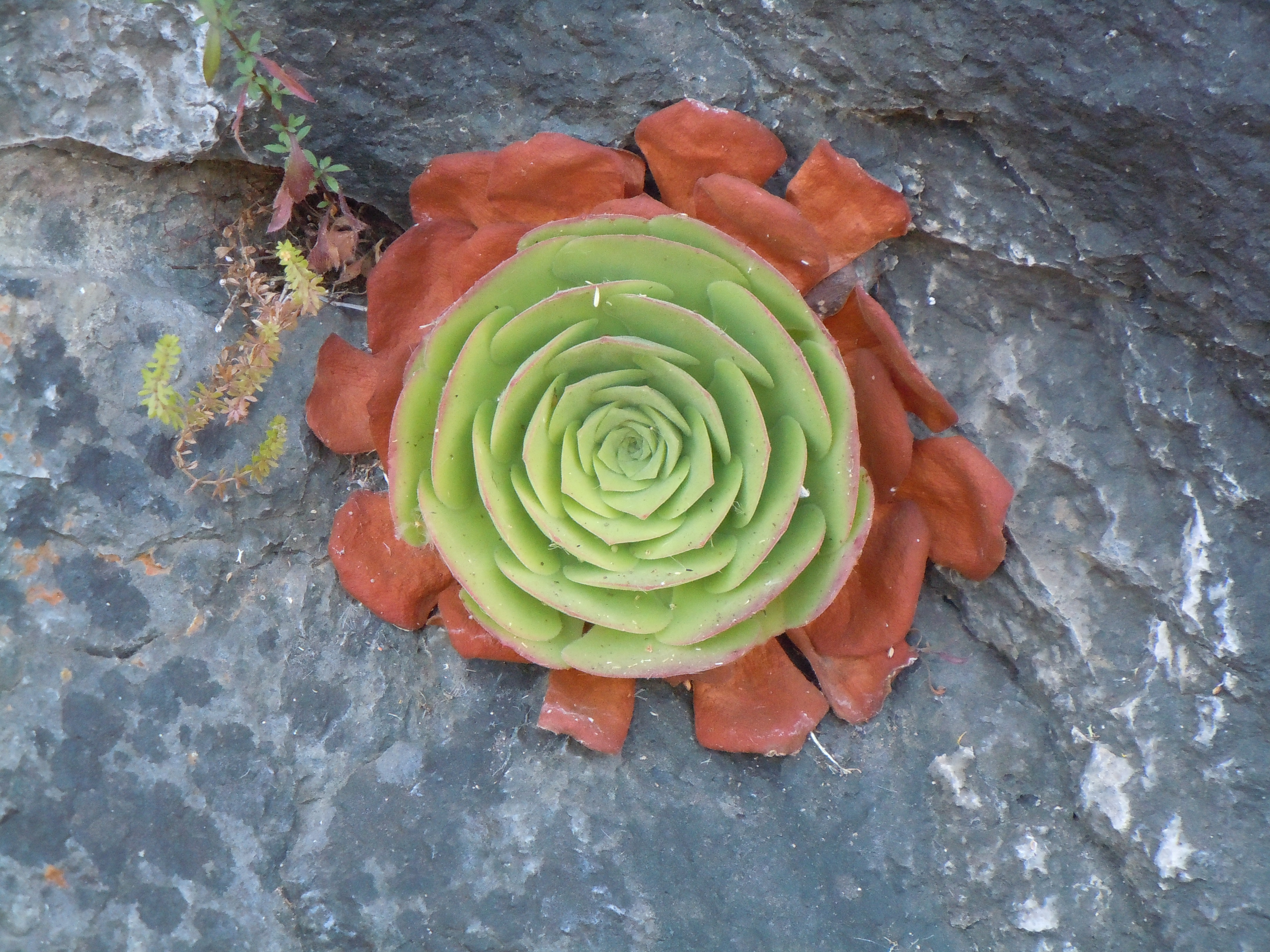
Rosette avec les feuilles extérieures séchées